# جان ماري سيلا
جان ماري سيلا (بالفرنسية: Jean-Marie Sylla) هو لاعب كرة قدم غيني في مركز الوسط، ولد في 22 أبريل 1983 في كوناكري في غينيا. لعب مع أوفي كريت وإيرغوتيليس وباس جيانينا.

## وصلات خارجية
- جان ماري سيلا على موقع قاعدة بيانات كرة القدم.إي يو (الإنجليزية)
- جان ماري سيلا على موقع Soccerway.com (الإنجليزية)
- جان ماري سيلا على موقع عالم كرة القدم.نت (الإنجليزية)